# Atletismo nos Jogos Pan-Americanos de 2019 - Maratona feminina

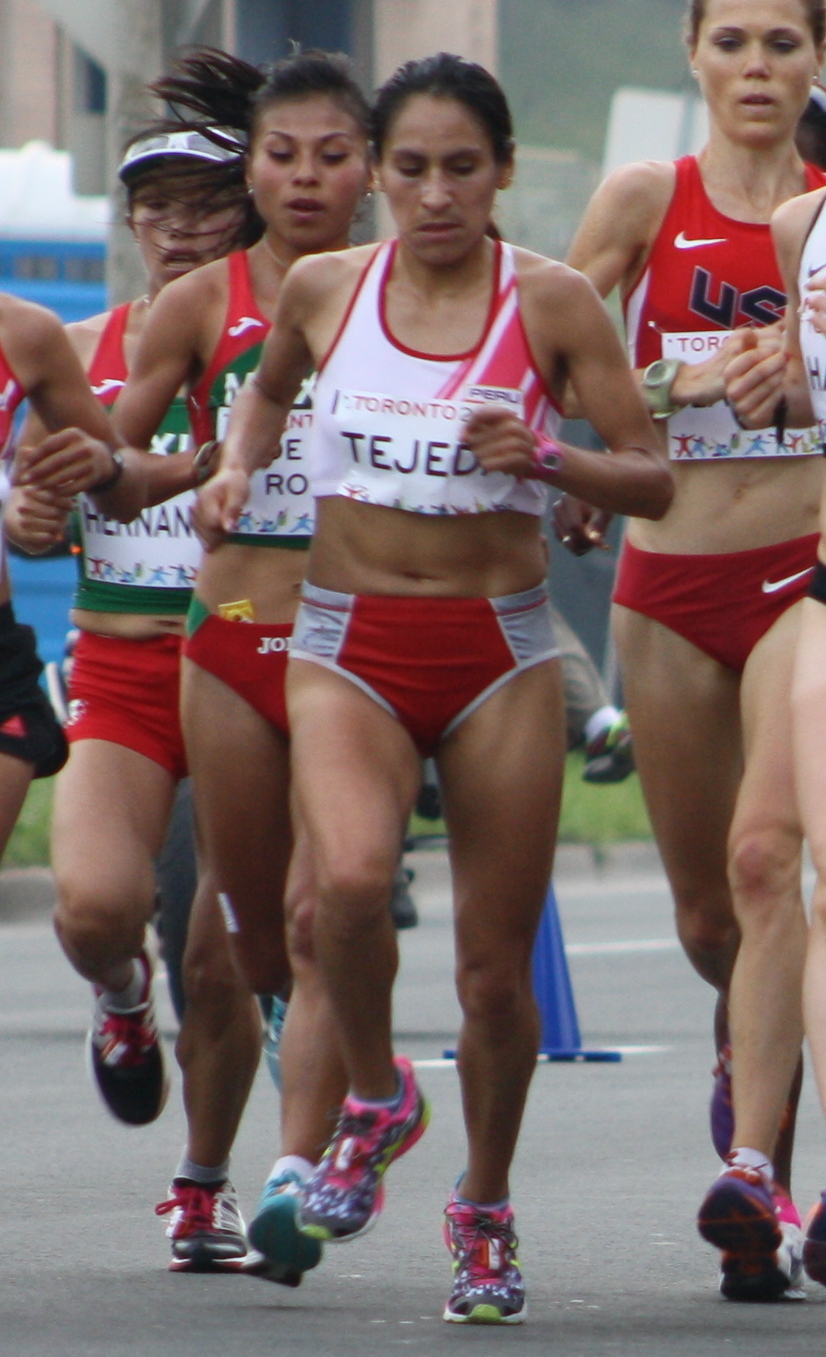
Maratona feminina nos Jogos Pan-americano de 2019

A competição de maratona feminina do atletismo nos Jogos Pan-Americanos de 2019 foi disputada em 27 de julho no Parque Kennedy, em Lima.

## Calendário
Horário local (UTC-5).
| Data        | Horário | Fase  |
| ----------- | ------- | ----- |
| 27 de julho | 08:30   | Final |

## Medalhistas
| Ouro   | PER Gladys Tejeda      |
| Prata  | USA Bethany Sachtleben |
| Bronze | COL Angie Orjuela      |

## Recordes
Antes desta competição, os recordes mundiais e dos Jogos Pan-Americanos da prova eram os seguintes:
| Tipo                             | Atleta                     | Tempo   | Local   | Data                |
| -------------------------------- | -------------------------- | ------- | ------- | ------------------- |
|                                  | Paula Radcliffe            | 2:15:35 | Londres | 14 de abril de 2003 |
| Recorde dos Jogos Pan-Americanos | Adriana Aparecida da Silva | 2:35:40 | Toronto | 18 de julho de 2015 |

Os seguintes novos recordes foram estabelecidos durante esta competição. 
| Data        | Evento | Atleta            | Tempo   | Notas                            |
| ----------- | ------ | ----------------- | ------- | -------------------------------- |
| 27 de julho | Final  | PER Gladys Tejeda | 2:30:55 | Recorde dos Jogos Pan-Americanos |

## Resultado
| Pos. | Bib | Atleta                        | Tempo   | Diferença  | Notas                            |
| ---- | --- | ----------------------------- | ------- | ---------- | -------------------------------- |
| 01 ! | 15  | PER Gladys Tejeda             | 2:30:55 | —          | Recorde dos Jogos Pan-Americanos |
| 02 ! | 17  | USA Bethany Sachtleben        | 2:31:20 | +0:25      | Recorde pessoal                  |
| 03 ! | 6   | COL Angie Orjuela             | 2:32:27 | +1:32      | Recorde pessoal                  |
| 4    | 12  | ECU Rosa Chacha               | 2:32:45 | +1:50      | Recorde pessoal                  |
| 5    | 16  | USA Samantha Roecker          | 2:30:55 | +1:54      | Recorde pessoal                  |
| 6    | 2   | BRA Vadilene dos Santos Silva | 2:34:20 | +3:25      |                                  |
| 7    | 13  | MEX Margarita Hérnandez       | 2:35:06 | +4:11      |                                  |
| 8    | 3   | BRA Andreia Hessel            | 2:35:40 | +4:45      |                                  |
| 9    | 11  | ECU Andrea Bonilla            | 2:40:38 | +9:43      | Recorde pessoal                  |
| 10   | 9   | CUB Dailín Belmonte           | 2:45:08 | +14:13     |                                  |
| 11   | 5   | CHI Verónica Angel            | 2:46:04 | +15:09     | Recorde pessoal                  |
| 12   | 8   | CRC Gabriela Traña            | 2:49:28 | +18:33     |                                  |
| 13   | 1   | ARG Maria Lujan Urrutia       | 2:50:09 | +19:14     |                                  |
| 14   | 7   | CRC Francy Mendez             | 2:56:31 | +25:36     |                                  |
| 15   | 18  | VEN Arelys Rodriguez          | 2:56:39 | +25:44     |                                  |
| 16   | 10  | CUB Yudileyvis Castillo       | 2:56:39 | +32:46     |                                  |
| —    | 4   | CHI Giselle Alvarez           | DNF     | +99:59.8 ! |                                  |

Legenda
| Recorde mundial                  | Recorde mundial (World record)               |                       | Recorde africano                      | Recorde africano (African) |                                           | Q | Classificado por posição (Qualified) |
| Recorde dos Jogos Pan-Americanos | Recorde pan-americano (Pan-American record)  | Recorde da América    | Recorde da América (Americas)         | q                          | Classificado por melhor tempo (Qualified) |   |                                      |
| Melhor marca do ano              | Melhor marca do ano (World leading)          | Recorde asiático      | Recorde asiático (Asian)              | DNS                        | Não largou (Did not start)                |   |                                      |
| Recorde nacional                 | Recorde nacional (National record)           | Recorde europeu       | Recorde europeu (European)            | DNF                        | Não terminou (Did not finish)             |   |                                      |
| Recorde pessoal                  | Recorde pessoal do atleta (Personal best)    | Recorde da Oceania    | Recorde da Oceania (Oceania)          | DSQ / DQ                   | Desclassificado (Disqualified)            |   |                                      |
| Recorde da temporada             | Recorde da temporada do atleta (Season best) | Recorde sul-americano | Recorde sul-americano (South America) | NM                         | Sem marca (No mark)                       |   |                                      |